# Coscinocera
Coscinocera is een geslacht van vlinders uit de familie nachtpauwogen (Saturniidae).
De typesoort van het geslacht is  Attacus hercules Miskin, 1879; een van de grootste vlindersoorten.

## Soorten
- Coscinocera anteus Bouvier, 1927
- Coscinocera aruensis Naumann & Löffler, 2010[1]
- Coscinocera hercules Miskin, 1876 (Herculesvlinder)
- Coscinocera jakli Naumann, 2009[2]
- Coscinocera niepelti Brechlin, 2004[3]
- Coscinocera omphale Butler, 1879
- Coscinocera rothschildi Le Moult, 1933